# Калдма, Сёрен
Сёрен Калдма (эст. Sören Kaldma; 3 июля 1996, Таллин) — эстонский футболист, опорный полузащитник и центральный защитник. Выступал за национальную сборную Эстонии.

## Биография

### Клубная карьера
Начал заниматься футболом в восьмилетнем возрасте в клубе «Коткас-Юниор» (Таллин), первый тренер — Яанус Рейтель. С 2007 года занимался в школе клуба «Нымме Калью». С 2012 года играл на взрослом уровне за вторую команду «Нымме Калью» в третьем и втором дивизионах, провёл за неё более 100 матчей. В ноябре 2014 года подписал первый профессиональный контракт. За основную команду своего клуба дебютировал в Кубке Эстонии в 2014 году[уточнить], а в чемпионате страны — 7 марта 2015 года в матче против «Таммеки». Основным игроком команды стать не смог, сыграв за два сезона только 10 матчей в высшем дивизионе. Обладатель Кубка Эстонии 2015 года (в финальном матче не играл).
В 2017 году перешёл в клуб «Пайде ЛМ». Дебютный матч за команду в высшей лиге сыграл 11 марта 2017 года против «Тулевика», а первый гол забил 4 ноября 2017 года в ворота «Вапруса». Провёл в клубе три сезона.
В первой половине 2020 года выступал за таллинский «Калев», затем перешёл в «Курессааре». С 2021 года играет на любительском уровне в низших лигах.
Всего в высшей лиге Эстонии сыграл 115 матчей и забил 1 гол.

### Карьера в сборной
Выступал за юношескую (до 19 лет) и молодёжную сборные Эстонии.
В национальной сборной Эстонии дебютировал 19 ноября 2017 года в товарищеском матче против Фиджи. Всего во время турне сборной по странам Океании в ноябре 2017 года сыграл три матча.